# كيم سترومبرغ
كيم سترومبرغ (بالفنلندية: Kim Strömberg)‏ هو لاعب هوكي الجليد فنلندي، ولد في 8 سبتمبر 1987 في هلسنكي في فنلندا.

## وصلات خارجية
- كيم سترومبرغ على موقع EliteProspects.com (الإنجليزية)
- كيم سترومبرغ على موقع Eurohockey.com (الإنجليزية)
- كيم سترومبرغ على موقع HockeyDB.com (الإنجليزية)